# Gen Tomii
Gen Tomii (jap. 富井 彦, Tomii Gen; * 30. Mai 1973 in Nozawa Onsen, Präfektur Nagano) ist ein ehemaliger japanischer Nordischer Kombinierer.

## Werdegang
Tomii, der die Waseda-Universität besuchte, wurde bei der Winter-Universiade 1993 in Zakopane Fünfter. In den folgenden Jahren trat er lediglich bei nationalen Wettkämpfen an. Nachdem er bei den japanischen Meisterschaften 1997 den Meistertitel gewonnen hatte und beim B-Weltcup-Wettbewerb in Eisenerz im Januar 1998 als Dritter erstmals das Podest erreicht hatte, wurde Tomii für die Olympischen Winterspiele 1998 im heimischen Nagano nominiert. Dabei kam er lediglich im Team zum Einsatz, mit dem er den fünften Rang belegte. Mit weiteren guten Ergebnissen im B-Weltcup schloss er die Saison 1997/98 auf dem zweiten Rang in der B-Weltcup-Gesamtwertung ab. Zu Beginn des Winters debütierte Tomii in Rovaniemi im Weltcup und erreichte als Fünfter auf Anhieb die besten Zehn. Zwar gelang es ihm im weiteren Saisonverlauf nicht mehr, dieses Resultat zu wiederholen, doch gewann er regelmäßig Weltcup-Punkte. Daher wurde Tomii bei den Nordischen Skiweltmeisterschaften 1999 in der Ramsau bei allen drei Wettbewerben eingesetzt. So platzierte er sich im Sprint auf den 27. sowie im Gundersen Einzel auf dem 29. Rang, ehe er mit dem Team Fünfter wurde. Die Saison schloss er auf dem 17. Platz der Weltcup-Gesamtwertung ab, was sein bestes Karriereergebnis darstellen sollte.
In den folgenden Jahren war Tomii Teil des Weltcup-Teams und belegte dabei meist die mittleren Ränge. Mit schwächeren Leistungen zu Saisonbeginn des Winters 2000/01 wurde Tomii kurzzeitig in den B-Weltcup zurückgestuft, wo er jedoch zweimal das Podium erreichen konnte und somit wieder im Weltcup antreten durfte. Bei den Nordischen Skiweltmeisterschaften 2001 in Lahti belegte er im Gundersen Einzel Rang 35 und wurde mangels Leistung nicht im Sprint eingesetzt. Gemeinsam mit Satoshi Mori, Daito Takahashi und Kenji Ogiwara wurde er im Team erneut Fünfter. Nachdem sich Tomii im Winter 2001/02 zunächst schwer tat, erreichte er im Januar 2002 in Liberec zweimal die Top Ten. Es waren seine besten Platzierungen seit seinem Weltcup-Debüt. Daraufhin war Tomii auch bei den Olympischen Winterspielen 2002 in Salt Lake City Teil der japanischen Delegation. Dieses Mal durfte er auch im Gundersen Einzel starten, konnte mit Rang 33 jedoch nicht überzeugen und durfte daher nicht im Sprint antreten. Mit dem Team belegte er den achten Rang.
An seine besten Leistungen konnte Tomii nicht mehr anschließen, weshalb er nach den Olympischen Spielen vorrangig im zweitklassigen B-Weltcup an den Start ging. Dennoch kam er ein weiteres Mal bei den Nordischen Skiweltmeisterschaften 2003 im Fleimstal zum Einsatz, erzielte mit dem 45. Platz im Sprint jedoch sein schlechtestes Resultat. Nach der Saison 2003/04 beendete er seine sportliche Laufbahn. Nach seiner aktiven Karriere blieb Tomii dem Sport als Trainer erhalten. In der Saison 2020/21 gehörte Tomii als Co-Trainer zum Trainerteam der japanischen Nationalmannschaft. Er ist dabei im Besonderen für die Sporttreibenden des Sapporo Nordi Ski Clubs zuständig.

## Statistik

### Platzierungen bei Olympischen Winterspielen
| Jahr und Ort        | Wettbewerb   | Wettbewerb | Wettbewerb |
| Jahr und Ort        | Gundersen NS | Sprint GS  | Team       |
| ------------------- | ------------ | ---------- | ---------- |
| 1998 Nagano         | –            | –          | 05.        |
| 2002 Salt Lake City | 33.          | –          | 08.        |

### Platzierungen bei Weltmeisterschaften
| Jahr und Ort       | Wettbewerb   | Wettbewerb | Wettbewerb |
| Jahr und Ort       | Gundersen NS | Sprint GS  | Team       |
| ------------------ | ------------ | ---------- | ---------- |
| 1999 Ramsau        | 29.          | 27.        | 05.        |
| 2001 Lahti         | 35.          | –          | 05.        |
| 2003 Val di Fiemme | –            | 45.        | –          |

### Weltcup-Platzierungen
| Saison  | Platz | Punkte |
| ------- | ----- | ------ |
| 1998/99 | 17.   | 542    |
| 1999/00 | 27.   | 345    |
| 2000/01 | 32.   | 294    |
| 2001/02 | 24.   | 417    |
| 2003/04 | 48.   | 056    |

### Grand-Prix-Platzierungen
| Saison | Platz | Punkte |
| ------ | ----- | ------ |
| 2001   | 24.   | 069    |

### B-Weltcup-Platzierungen
| Saison  | Platz | Punkte |
| ------- | ----- | ------ |
| 1995/96 | 41.   | 024    |
| 1997/98 | 02.   | 208    |
| 2002/03 | 13.   | 051    |
| 2003/04 | 13.   | 406    |